# Marian Jurečka

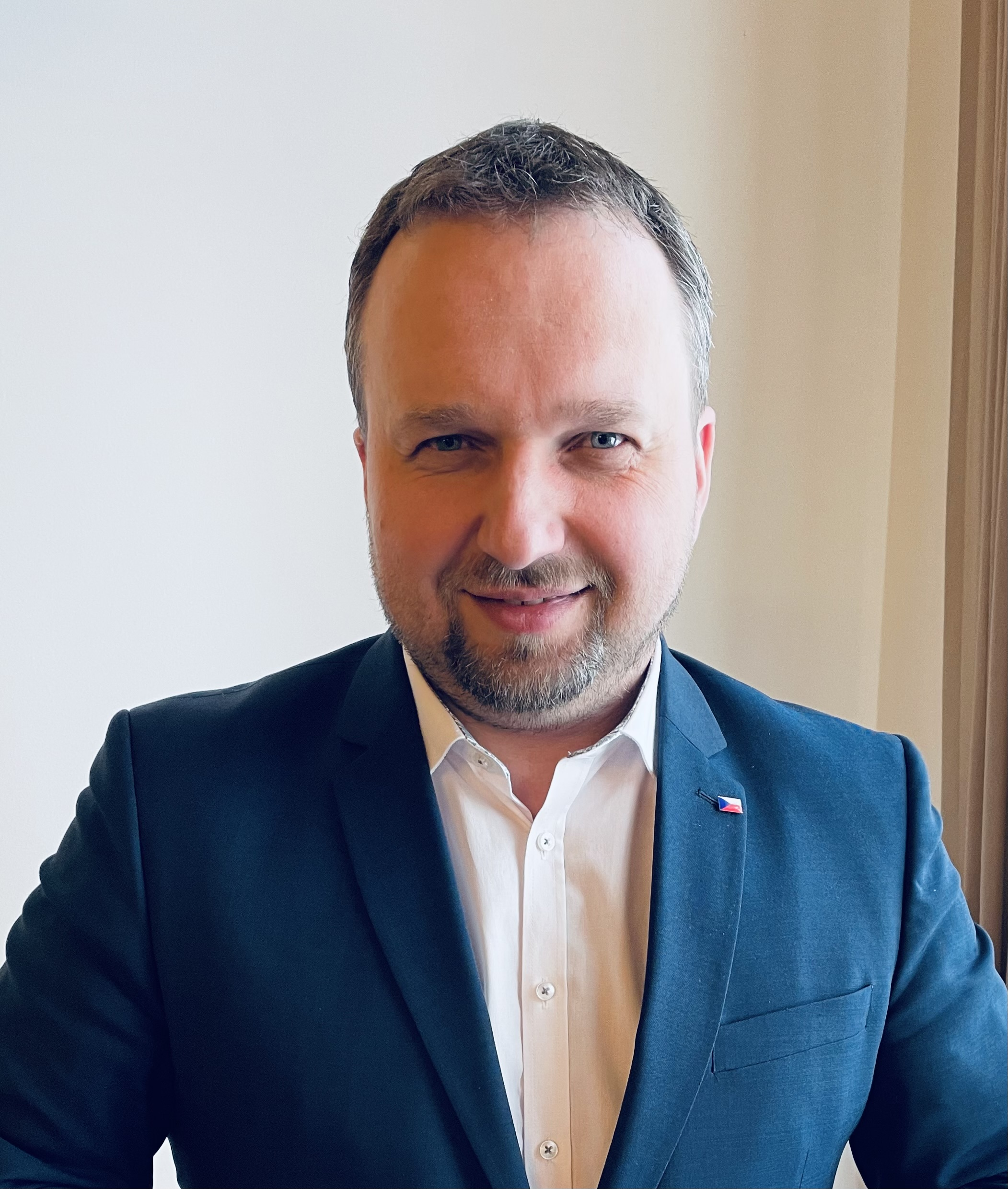
Marian Jurečka (2022)

Marian Jurečka (* 15. März 1981 in Přerov) ist ein tschechischer Politiker und Vorsitzender der Partei KDU–ČSL. Er war vom 29. Januar 2014 bis zum 13. Dezember 2017 Landwirtschaftsminister in der Regierung Bohuslav Sobotka und ist seit dem 17. Dezember 2021 Arbeitsminister in der Regierung Petr Fiala.

## Leben
Jurečka studierte an der Mendel-Universität Brünn und ist seit 2002 als Landwirt auf dem Familienbetrieb in Rokytnice bei Přerov tätig.
Seit Oktober 2013 ist er Mitglied des Abgeordnetenhauses für die christdemokratische Partei Křesťanská a demokratická unie – Československá strana lidová (KDU-ČSL). Am 25. Januar 2020 wurde Jurečka zum Vorsitzenden der KDU-ČSL gewählt.
Für die Abgeordnetenhauswahl in Tschechien 2021 trat die KDU-ČSL in dem oppositionellen Wahlbündnis SPOLU gemeinsam mit den Parteien ODS und TOP 09 an. Jurečka führte als Spitzenkandidat die Wahlliste des Bündnis im Olomoucký kraj an.